# Palaeogetes ponomarenkoi
Palaeogetes ponomarenkoi là một loài côn trùng trong họ Prohemerobiidae thuộc bộ Neuroptera. Loài này được Makarkin miêu tả năm 1990.